# Lövő, Győr-Moson-Sopron
Lövő  este un sat în districtul Sopron, județul Győr-Moson-Sopron, Ungaria, având o populație de 1.456 de locuitori (2011). 

## Demografie
Componența etnică a satului Lövő
     Maghiari (95,49%)
     Germani (2,98%)
     Necunoscut (0,44%)
     Alții (1,09%)
Componența confesională a satului Lövő
     Romano-catolici (73,01%)
     Fără religie (4,19%)
     Reformați (2,47%)
     Luterani (1,85%)
     Atei (1,24%)
     Necunoscută (17,24%)
     Alte religii (0,48%)
Conform recensământului din 2011, satul Lövő avea 1.456 de locuitori. Din punct de vedere etnic, majoritatea locuitorilor (95,49%) erau maghiari, cu o minoritate de germani (2,98%). Apartenența etnică nu este cunoscută în cazul a 0,44% din locuitori.  Din punct de vedere confesional, majoritatea locuitorilor (73,01%) erau romano-catolici, existând și minorități de persoane fără religie (4,19%), reformați (2,47%), luterani (1,85%) și atei (1,24%). Pentru 17,24% din locuitori nu este cunoscută apartenența confesională.